# Командорска острва
Командорска острва (рус. Командо́рские острова́) су група руских острва на око 175 километара источно од полуострва Камчатка на далеком истоку Русије, у Беринговом мору. Обухватају Берингово острво, острво Медни и још петнаест мањих острва, од којих су највећа Камен Топорков и острво Ари. Сва ова острва заједно сачињавају Алеутски дистрикт Камчатског краја.

## Популација
Једина стална насеобина на овим острвима је село Николскоје на северозападном крају Беринговог острва, које броји 637 становника, по подацима из 2015. године. Скоро сви становници су или Руси или Алеути. Становници живе углавном од рибарства, узгајања гљива, екотуризма и од плата које Русија пружа својим запосленим на острву.